# RADIO HAMAMATSUCHO
『RADIO HAMAMATSUCHO』（ラジオ・ハママツチョウ）は、文化放送・超!A&Gにて放送・配信されていたラジオ番組である。

## 概要
舞台は、地球から約700光年離れた地球とそっくりな惑星アニマー星。この星には、人間に動物の耳と尻尾が生えた姿の「アニマー」たちが暮らしている。アニマーは地球のアニメやゲームが大好きで、アニマー星にあるラジオ局「ラジオ浜松町」が地球のアニメやゲームの世界で活躍している人物をアニマー星にテレポート。毎週、様々なゲストを迎えて、お話を聞いていく番組。
番組当初はゲストについて、深堀したり即興演劇を行うことが多かったが、2021年以降はトークやリスナーメッセージを紹介するより、占い師がゲストの運勢を占う内容がメインに。

## 出演者
MCは隔週替わりで出演。2021年11月以降は宇佐&黄衣が毎週MCを務めた。
- 2020年4月5日 - 2022年3月21日
  - 兎田宇佐：入江玲於奈
  - 狐山黄衣：廣瀬千夏
- 2020年4月12日 - 2021年10月31日
  - 獅子土礼央：木村昴
  - 笹熊李：神楽あかり

- フォーチューンナビゲーター
  - ぷりあでぃす玲奈
  - 阿雅佐（心理テスト）

## ゲスト
| #1～#50      | #1～#50               | #51～#100              | #51～#100       | #101~#103  | #101~#103 |
| ゲスト名     | あだ名                | ゲスト名               | あだ名          | ゲスト名   | あだ名    |
| ------------ | --------------------- | ---------------------- | --------------- | ---------- | --------- |
| TRUE         | TRUEさん              | 岡本信彦               | ちゃんのぶ      | 市来光弘   | ミツヒロ  |
| 岩田光央     | みっちゃん            | 上西哲平               | ブドウマン      | 廣瀬千夏   |           |
| 佐藤流司     | 流司                  | 八代拓                 | たっくん        | 入江玲於奈 |           |
| 山口勝平     | 勝平さん              | 佐久間貴生             | サック          |            |           |
| 西山宏太朗   | たろり                | 菅沼久義               | ぬまぽん        |            |           |
| 石山春貴     | いしはる              | 酒井広大               | ヒロビック      |            |           |
| 日髙のり子   | ノンコさん            | 小笠原仁               | ハラジン        |            |           |
| 木村昴       | 天才                  | 竹内栄治               | キャロル        |            |           |
| 遠藤正明     | 歌ゴリラ先輩          | ランズベリー・アーサー | アーサー/ベリー |            |           |
| 佐奈宏紀     | さなぴょん            | 伊藤健太郎             | チャリ兄        |            |           |
| 楠ともり     | ともりる              | 落合福嗣               | 福嗣君          |            |           |
| 土岐隼一     | トッキー              | 逢坂良太               | おーちん        |            |           |
| 鈴木みのり   | みのりんご            | 住谷哲栄               | てっちゃん      |            |           |
| 永塚拓馬     | ナガマー              | 榎木淳弥               | マツタケ        |            |           |
| 井口裕香     | ゆかち                | 汐谷文康               | ソルティ        |            |           |
| 岩崎諒太     | 宇宙さん              | 阪口大助               | 秋口 /アキグチ  |            |           |
| 高橋未奈美   | たかみな              | 間島淳司               | じんぽん        |            |           |
| 天﨑滉平     | コーヘイ              | 野津山幸宏             | のづ            |            |           |
| たかはし智秋 | ご主人様/お姉様       | 狩野翔                 | しょうまる      |            |           |
| 白井悠介     | グリューン            | 今井文也               | ビリー          |            |           |
| 青木瑠璃子   | 瑠璃子先輩/瑠璃子さん | 千葉翔也               | 翔也くん        |            |           |
| 関智一       | 関さん                | 濱健人                 | 健ちゃん        |            |           |
| 徳井青空     | そらまる              | 梅田修一朗             | シュウイッチ    |            |           |
| 広瀬裕也     | 裕ちゃん              | 大塚剛央               | タケオ          |            |           |
| 浦和希       | キング                | 熊谷 健太郎            | ベアー          |            |           |

## 放送時間
ネット配信
| 超!A&G+ | 毎週日曜 12:00 - 12:30 | 2020年4月5日 - 2021年6月27日 |  |
| 超!A&G+ | 毎週土曜 18:30 - 19:00 | 2021年7月3日 - 配信中        |  |

放送
| 関東広域圏 | 文化放送（QR） 制作局 | 毎週月曜 1:00 - 1:30 | 2020年4月6日 - 2022年3月28日 |